# Augusto Stresser
Augusto Stresser (Curitiba, 18 de julho de 1871 — 18 de novembro de 1918) foi um compositor do Brasil. Também foi jornalista e ilustrador do jornal O Guarany, artista plástico, escritor e funcionário graduado da Delegacia do Tesouro Nacional no Paraná.
Augusto Stresser é o compositor da primeira ópera paranaense.

## Biografia
Augusto Stresser nasceu em 18 de julho de 1871 (prematuro de oito meses) em uma casa localizada na esquina da Rua da Carioca (atual Rua Riachuelo) com a Rua dos Alemães (atual Rua 13 de Maio) na capital paranaense.
Filho de Theodoro Stresser, alemão nascido em Walferding (Luxemburgo) e que imigrou para o Brasil no final da década de 1820 (com apenas 3 anos de idade). A mãe de Augusto foi Izabel Pletz (mais conhecida por "Luiza"), brasileira e descendente direta de alemães. O casal Theodoro e Izabel casou-se em Curitiba no dia 23 de janeiro de 1847 e tiveram sete filhos, sendo Augusto o caçula da família. Seus irmãos foram: Maria do Pilar, Leopoldina, José Theodoro, João Augusto, Francisca e Guilhermina.
Theodoro, pai de Augusto, era dono de olaria no Bacacheri e foi o primeiro a fabricar as telhas tipo "Marselha" no Paraná. Este produto era considerado de fino acabamento e com o seu processo de fabricação especial, o Governo Provincial concedeu a Theodoro o privilégio da fabricação e introdução no mercado por 30 anos, a partir da década de 1870.
Os primeiros anos de vida de Augusto foram marcados por doenças. Com um ano de idade foi desenganado pelo médico da família e somente foi curado com os cuidados e recomendações do médico particular da imperatriz, dona Thereza Christina Maria, o Dr. Rocha Lima que nesta época passava alguns dias na capital paranaense. Aos três anos de idade nova doença, com ameaça de tifo. A cura, desta vez, veio através dos medicamentos do médico homeopata Dr. João Manoel da Cunha.
Augusto aprendeu a ler e a escrever aos sete anos com a mãe, mas sua primeira escola formal foi a do professor Miguel Schleder. No ginásio, teve entre os colegas, Affonso Camargo, Ivo Affonso da Costa, Antonio Aughusto de Carvalho. Nos intervalos dos períodos de estudo, Augusto sempre pintava e desenhava. Começou, desde pequeno, a manifestar pendores para as belas artes. Aos oito anos se interessou por música e fotografia e em pouco tempo manejava, magistralmente uma flauta, que ganhara do irmão "Jéca" (José Theodoro).
Augusto Stresser casou-se com Ernestina Gaertner e tiveram oito filhos: Cecília, Ary, Zuleika, Adherbal Stresser, Sidéria, Gastão, Guiomar e Milton.
Ainda jovem tornou-se funcionário do "Estado" a ali trabalhou por quase toda a sua vida, chegando a ser Delegado Fiscal o Paraná.

### Carreira artística
Começando na música desde cedo, dedicou-se ao estudo da flauta e do contrabaixo. Seu gosto pela música fez de Augusto um dos fundadores do Grêmio Musical Carlos Gomes, juntamente com: Alberto Monteiro, Antenor Monteiro, Álvaro Barbosa, Alberto Leschaud, Athanázio Leal, Annibal Requião, Bellarmino Vieira, Frederico Lange, Gabriel Monteiro e Gabriel Ribeiro. O Grêmio foi criado em 28 de maio de 1893. Posteriormente, Augusto tocou na orquestra da Catedral Metropolitana de Curitiba. O gosto musical levou-o a tocar flauta, flautim, contrabaixo e piano e sua dedicação a música não impediu de "navegar" em outras atividades artísticas, como: desenhista, pintor, poeta, fotografia, além de jornalista.
Como jornalista publicou, juntamente com Silveira Netto, um jornal ilustrado de cunha artístico: “O Guarany” (homenagem a obra de José de Alencar). Mais tarde, em parceria com Leite Junior, publicou o jornal "A Fanfarra" e também colaborou nos jornais "Diário da Tarde", de Curitiba e no "O Itiberê" de Paranaguá.

### Sidéria
A música já fazia parte da vida de Augusto Stresser desde os seus primeiros anos e deste interesse nasceu o sonho: compor uma ópera genuinamente paranaense. Foi com o primo Jayme Ballão que Augusto começou a transformar este sonho em realidade. Ambos trabalharam em uma pequena ópera de dois atos e quando pronto surgiu o problema da orquestração, pois Curitiba, no início do século XX, não contava com pessoal habilitado para tal serviço. Somente em 1911, quando a Companhia de Operetas Alemã Papke, regida pelo maestro Léo Kessler, dissolve-se após algumas apresentações no antigo Theatro Guayra, é que Jayme e Augusto executam a orquestração com o auxilio de Léo.  Nesta finalização a ópera sofreu algumas alterações e ganha o acréscimo de um ato.
Batizada de Sidéria em homenagem a sua filha, Augusto estreou a primeira ópera do Paraná em 3 de maio de 1912 no Theatro Guayra, com grande sucesso.
A ópera conta o amor trágico de uma jovem em meio à Revolução Federalista.
Interpretado por um elenco amador, a ópera teve a seguinte formação em sua estréia:
- SIDÉRIA - Marietta Bezerra (soprano);
- THYLDE - Josepha Correia de Freitas (soprano);
- ALCEU - Jorge Wucherpfenning (tenor e único profissional, remanescente da Companhia de Opereta Alemã Papke);
- PAULO - Constante Fruet (barítono);
- JUVENAL -  Jorge Leitner (tenor);
- CAMPONESA - Ana Kirchgaessner (mezzosoprano);
- CAMPONESES - José Buzetti Mori e Luis Romanó.

Além de Sidéria, Augusto assinou a mazurca Pérolas da Noite, a fantasia Prelúdio e um hino em homenagem ao cinqüentenário do Paraná.
Augusto Stresser faleceu no dia 18 de novembro de 1918, aos 47 anos de idade, vítima da gripe espanhola.

### Homenagens póstumas
São inúmeras as homenagens ao curitibano ilustre, porém, a sua cidade natal batizou com o nome do compositor a Biblioteca Augusto Stresser e também uma via do bairro Hugo Lange de Rua Augusto Stresser; homenagem idêntica foi concedida pela cidade de São José dos Pinhais em uma das ruas do bairro Independência.

## Descendentes
Um dos seus filhos, o jornalista Adherbal Stresser foi pioneiro da televisão no Paraná, tendo sido fundador dos Diários Associados de Assis Chateaubriand no estado. A TV Paraná, canal 6, foi a primeira emissora a transmitir o sinal de televisão, com áudio, no estado. O neto do compositor Augusto Stresser, o também jornalista, Ronald Sanson Stresser continuou o trabalho de seu pai, e dirigiu as emissoras da Rede Tupi no Paraná. TV Paraná, canal 6 de Curitiba e TV Coroados, canal 3 de Londrina. Ronald foi o responsável pela construção do prédio da televisão em Curitiba, projetado pelo arquiteto Lubomir Ficinski Dunin. Neste local também funcionou o jornal Diário do Paraná, também de propriedade dos Stresser, até 1980. O prédio que abrigou a emissora, em Curitiba, foi reformado durante o governo Jaime Lerner e se tornou o Canal da Música.
Augusto Stresser é bisavô da atriz Guta Stresser e do produtor Ronald Sanson Stresser Jr.

## Imagens

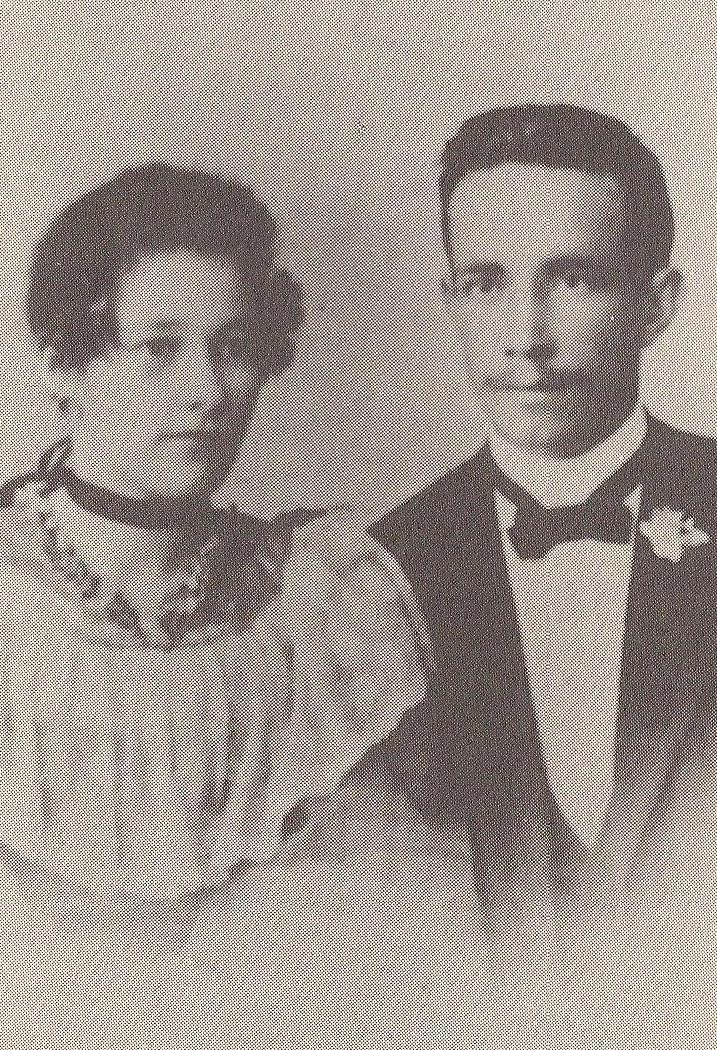
O casal Ernestina e Augusto Stresser em 1896.
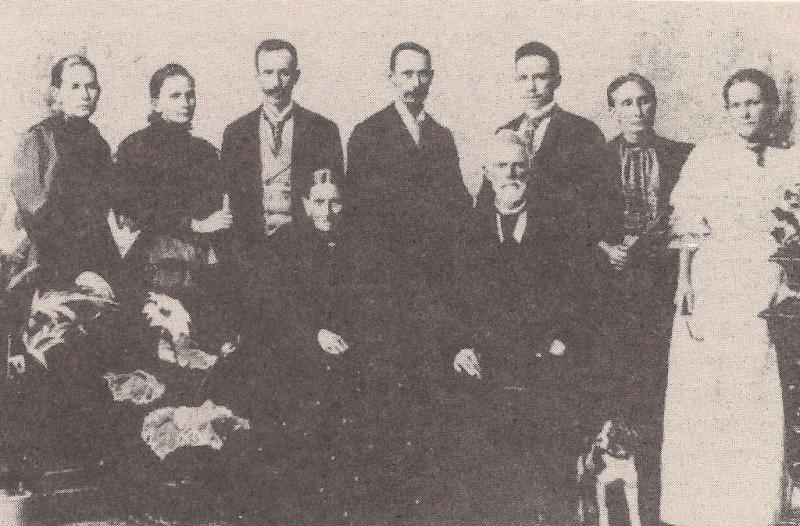
Família Stresser (da esq. p/ dir. em pé): Guilhermina S. Scheleder, Leopoldina S. Scheleder, João A. Stresser, José Stresser, Augusto, Maria do Pilar Stresser, Francisca Stresser. Sentados: Izabel Pletz Stresser e Theodoro Stresser.